# My Darkest Days
My Darkest Days (укр. Мої найтемніші дні) — канадський рок-гурт заснований в Пітерборо, Онтаріо, до якого входять вокаліст Метт Волст, барабанщик Даґ Олівер, басист Брендон МакМіллан і клавішник Рід Генрі. Гурт був примічений Чедом Крюгером, який запросив їх до співпраці з компанією 604 Records.
У 2013-му році група розпалась через перехід Метта Волста до рок-групи свого брата, Three Days Grace.

## Склад гурту

### Теперішній склад
- Метт Волст - вокал, ритм-гітара (2005-2013)
- Брендон МакМіллан - бас-гітара, бек-вокал (2005-2013)
- Даґ Олівер - ударні, перкусія (2005-2013)
- Рід Генрі - клавіші, вокал, ритм-гітара (2010-2013)

### Колишні члени
- Кріс МакМіллан - соло-гітара, вокал (2005-2007)
- Пауло Нета - соло-гітара, вокал (2008-2009)
- Сал Коз Коста - соло-гітара, вокал (2009-2013)

## Дискографія

### Альбоми
- My Darkest Days (2010)
- Sick and Twisted Affair (2012)

### Сингли
- "Porn Star Dancing" (featuring Zakk Wylde and Chad Kroeger) (2010)
- "Move Your Body" (2011)
- "Every Lie" (2011)
- "Casual Sex" (2012)
- "Sick and Twisted Affair" (2012)